# 17.º Exército (Alemanha)
O 17ª Exército (em alemão:17. Armee) foi um exército de campo alemão durante a Segunda Guerra Mundial.

## Comandantes
| Comandante                                         | Período                                       |
| -------------------------------------------------- | --------------------------------------------- |
| General da infantaria Carl-Heinrich von Stülpnagel | 20 de dezembro de 1940 - 5 de outubro de 1941 |
| General Hermann Hoth                               | 5 de outubro de 1941 - 20 de abril de 1942    |
| General Hans von Salmuth                           | 20 de abril de 1942 - 1 de junho de 1942      |
| General Richard Ruoff                              | 1 de junho de 1942 - 24 de junho de 1943      |
| General Erwin Jaenecke                             | 24 de junho de 1943 - 2 de março de 1944      |
| Marechal de campo Ferdinand Schörner               | 2 de março de 1944 - 14 de março de 1944      |
| General Erwin Jaenecke                             | 14 de março de 1944 - 30 de abril de 1944     |
| General da infantaria Karl Allmendinger            | 1 de maio de 1944 - 25 de julho de 1944       |
| General da infantaria Friedrich Schulz             | 25 de julho de 1944 - 30 de março de 1945     |
| General da infantaria Wilhelm Hasse                | 30 de março de 1945 - 8 de maio de 1945       |

## Chefes de estado
| Comandante                                     | Período                                        |
| ---------------------------------------------- | ---------------------------------------------- |
| Major general Vincenz Müller                   | 20 de dezembro de 1940 - 1 de junho de 1943    |
| Coronel Wolfdietrich Ritter von Xylander       | 1 de junho de 1943 - 1 de outubro de 1943      |
| Coronel Helmuth Voelter                        | 1 de outubro de 1943 - 1 de novembro de 1943   |
| Major general Harald von Elverfeldt            | 1 de novembro de 1943 - 15 de novembro de 1943 |
| Major general Wolfdietrich Ritter von Xylander | 15 de novembro de 1943 - 9 de julho de 1944    |
| Major general Joachim Schwatlo-Gesterding      | 15 de julho de 1944 - 15 de abril de 1945      |
| Coronel Georg Gartmayr                         | 15 de abril de 1945 - 8 de maio de 1945        |

## Oficiais de operações
| Comandante                               | Período                                       |
| ---------------------------------------- | --------------------------------------------- |
| Coronel Fritz Wentzell                   | 20 de dezembro de 1940 - 1 de julho de 1943   |
| Coronel Georg Freiherr von Weitershausen | 10 de agosto de 1943 - 20 de setembro de 1944 |
| Coronel Kurt Tarbuk                      | 20 de setembro de 1944 - maio de 1945         |